# 東北方面混成団
東北方面混成団（とうほくほうめんこんせいだん、JGSDF North Eastern Army Combined Brigade）は、陸上自衛隊仙台駐屯地（宮城県 仙台市）に団本部を置く東北方面隊直轄の教育部隊で各方面隊に編成される混成団のひとつである。

## 概要
東北方面隊の教育部隊・組織を統合・再編して2006年（平成18年）3月に新編された。第1教育連隊（多賀城駐屯地）は廃止され、第119教育大隊として新編、第2陸曹教育隊と第6師団隷下の第38普通科連隊（多賀城駐屯地）とともに団隷下に編合して編成完結した。
これにより平時の基幹教育を一括し、有事発生時には第6師団、第9師団の常備自衛官のみによる部隊で即応体制をとることで、多様化する任務に対しより効率的な対応を取ることが出来るようになった。

## 沿革
- 2006年（平成18年）3月27日：東北方面混成団が仙台駐屯地において編成完結。
- 2013年（平成25年）4月1日：第2陸曹教育隊共通教育中隊が生徒陸曹候補生課程の教育担任となる[注釈 1]。
- 2020年（令和02年）3月26日：「陸上自衛隊の部隊の組織及び編成に関する訓令[3]」の改正[4]に伴い、団本部各科を改編（総務科を第1科、訓練科を第3科、管理科を第4科へそれぞれ改編するとともに第2科を新編）

## 編成・駐屯地
編成
- 東北方面混成団本部
  - 第1科
  - 第2科
  - 第3科
  - 第4科「東北混団-本」
- 第38普通科連隊
  - 第38普通科連隊本部
  - 本部管理中隊「38普-本」
  - 第1普通科中隊「38普-1」
  - 第2普通科中隊「38普-2」
  - 第3普通科中隊「38普-3」
  - 第4普通科中隊「38普-4」
  - 重迫撃砲中隊「38普-重」
- 第2陸曹教育隊
  - 第2陸曹教育隊本部
    - 総務科
    - 訓練科
    - 管理科「2曹教-本」

  - 共通教育中隊「2曹教-共」
  - 普通科教育中隊「2曹教-普」
  - 特科教育中隊「2曹教-特」
  - 通信教育中隊「2曹教-通」
  - 上級陸曹教育中隊「2曹教-上」
- 第119教育大隊
  - 第119教育大隊本部「119教-本」
  - 第304共通教育中隊「119教-304共」
  - 第340共通教育中隊「119教-340共」
  - 第341共通教育中隊「119教-341共」
  - 多賀城自動車教習所

駐屯地
- 仙台駐屯地（宮城県仙台市）
  - 東北方面混成団本部
  - 第2陸曹教育隊
- 多賀城駐屯地（宮城県多賀城市）
  - 第38普通科連隊
    - 第38普通科連隊本部
    - 本部管理中隊
    - 第1普通科中隊
    - 第2普通科中隊
    - 重迫撃砲中隊

  - 第119教育大隊
- 八戸駐屯地（青森県八戸市）
  - 第38普通科連隊
    - 第3普通科中隊
    - 第4普通科中隊

## 主要幹部
| 官職名           | 階級    | 氏名     | 補職発令日     | 前職                                                    |
| ---------------- | ------- | -------- | -------------- | ------------------------------------------------------- |
| 東北方面混成団長 | 1等陸佐 | 宮嵜浩一 | 2023年03月13日 | 第11旅団司令部幕僚長                                    |
| 副団長           | 1等陸佐 | 前田利徳 | 2025年03月17日 | 防衛研究所主任研究官 →2024.12.20 東北方面混成団本部勤務 |

| 代 | 氏名       | 在職期間                        | 出身校・期              | 前職                                 | 後職                                     |
| -- | ---------- | ------------------------------- | ----------------------- | ------------------------------------ | ---------------------------------------- |
| 01 | 黒住祥正   | 2006年03月27日 - 2008年04月01日 | 防大19期                | 第2師団司令部幕僚長                  | 退職（陸将補昇任）                       |
| 02 | 山本一利   | 2008年04月01日 - 2009年12月06日 | 東京都立大学 昭和53年卒 | 東北方面総監部付                     | 警務隊長                                 |
| 03 | 松井俊彦   | 2009年12月07日 - 2011年12月01日 | 防大22期                | 第14旅団副旅団長 兼 善通寺駐屯地司令 | 退職（陸将補昇任）                       |
| 04 | 佐々木伸司 | 2011年12月01日 - 2012年12月16日 | 北海道大学 昭和57年卒   | 警務隊副隊長                         | 陸上幕僚監部警務管理官                   |
| 05 | 武藤正美   | 2012年12月17日 - 2013年11月30日 | 防大24期                | 第12旅団副旅団長 兼 相馬原駐屯地司令 | 東北方面総監部付 →2014年1月12日 定年退職 |
| 06 | 河津祐之介 | 2013年12月01日 - 2015年04月01日 | 防大26期                | 装備実験隊長                         | 退職（陸将補昇任）                       |
| 07 | 加藤久典   | 2015年04月01日 - 2017年08月01日 | 防大28期                | 陸上自衛隊富士学校総務部長           | 退職（陸将補昇任）                       |
| 08 | 下醉尾芳孝 | 2017年08月01日 - 2019年03月22日 | 防大30期                | 第9師団司令部幕僚長                  | 退職（陸将補昇任）                       |
| 09 | 山口和則   | 2019年03月23日 - 2020年11月30日 | 防大31期                | 情報本部情報官                       | 退職（陸将補昇任）                       |
| 10 | 永田伸二   | 2020年12月01日 - 2023年03月12日 | 防大33期                | 第11旅団副旅団長 兼 真駒内駐屯地司令 | 退職（陸将補昇任）                       |
| 11 | 宮嵜浩一   | 2023年03月13日 -                | 防大35期                | 第11旅団司令部幕僚長                 |                                          |